# Astragalus
Astragalus L., 1753  è un genere di piante appartenenti alla famiglia  delle Fabacee (o Leguminose), diffuso nelle regioni temperate dell'emisfero nord.

## Tassonomia
Il genere comprende oltre 3 000 specie, tra cui:
- Astragalus adsurgens
- Astragalus agrestis
- Astragalus alopecuroides
- Astragalus alpinus
- Astragalus angustifolius
- Astragalus aquilanus
- Astragalus arenarius
- Astragalus aristatus
- Astragalus baionensis
- Astragalus barrii
- Astragalus berteroanus (Moris) Reiche
- Astragalus bibullatus
- Astragalus bisulcatus
- Astragalus boeticus
- Astragalus canadensis
- Astragalus centralpinus
- Astragalus christianus
- Astragalus cicer
- Astragalus coccineus
- Astragalus crassicarpus
- Astragalus danicus
- Astragalus depressus
- Astragalus echinus
- Astragalus eriocarpus
- Astragalus exscapus
- Astragalus fangensis N.D.Simpson
- Astragalus flavus Nutt.
- Astragalus frigidus
- Astragalus galegiformis
- Astragalus gilviflorus
- Astragalus glycyphyllos L.
- Astragalus gummifera
- Astragalus hypoglottis
- Astragalus leontinus
- Astragalus lusitanicus
- Astragalus lotoides
- Astragalus maritimus Moris
- Astragalus massiliensis
- Astragalus missouriensis
- Astragalus mongholicus Bunge
- Astragalus monspessulanus
- Astragalus newberryi
- Astragalus norvegicus
- Astragalus nebrodensis (Guss.) Strobl
- Astragalus nuttallii
- Astragalus onobrychis
- Astragalus parnassi  Boiss.
  - Astragalus parnassi calabricus (Fisch.) Maassoumi
- Astragalus penduliflorus
- Astragalus purshii
- Astragalus sempervirens
- Astragalus shinanensis
- Astragalus shiroumaensis
- Astragalus siculus (Biv.) Greuter
- Astragalus spatulatus
- Astragalus terracianoi
- Astragalus trichopodus
- Astragalus tridactylus
- Astragalus tragacantha
- Astragalus zionis M.E.Jones

## Ecologia
Alcune specie di Astragalus sono usate come pianta nutrice dalle larve di alcune specie di Lepidoptera del genere Coleophora: C. astragalella (A. glycyphyllos), C. cartilaginella, C. colutella, C. euryaula, C. gallipennella, C. hippodromica, C. onobrychiella, C. polonicella (A. arenarius) e C. vicinella.

## Usi medici
L'Astragalus membranaceus, o huángqí  è un'erba ricostituente originariamente utilizzata nella medicina cinese. Si crede che possa anche aumentare la produzione di latte, e studi recenti dimostrano come essa possa diminuire gli effetti tossici della chemioterapia e rafforzare le difese immunitarie.

## Galleria d'immagini

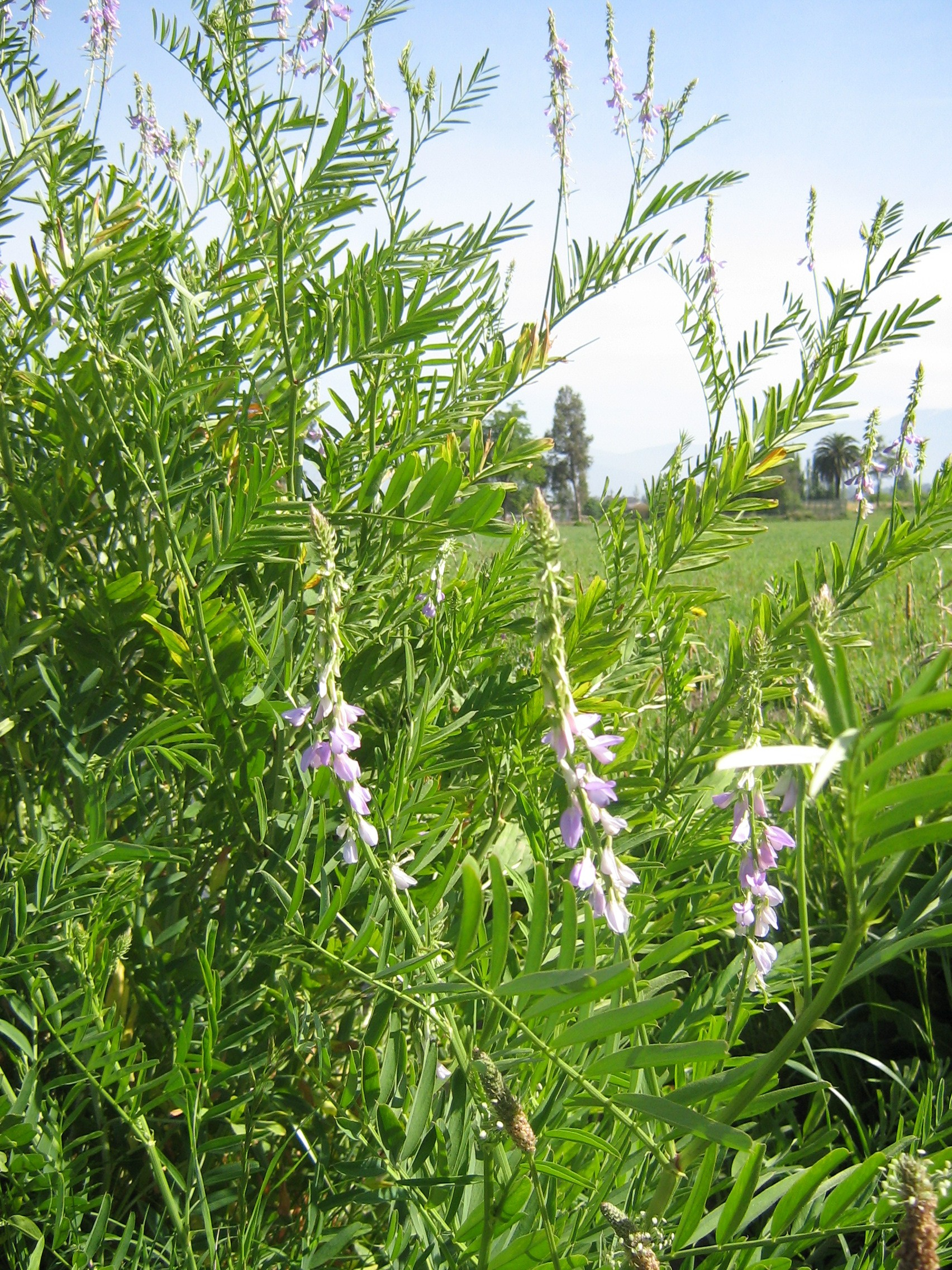
Astragalus berterianus
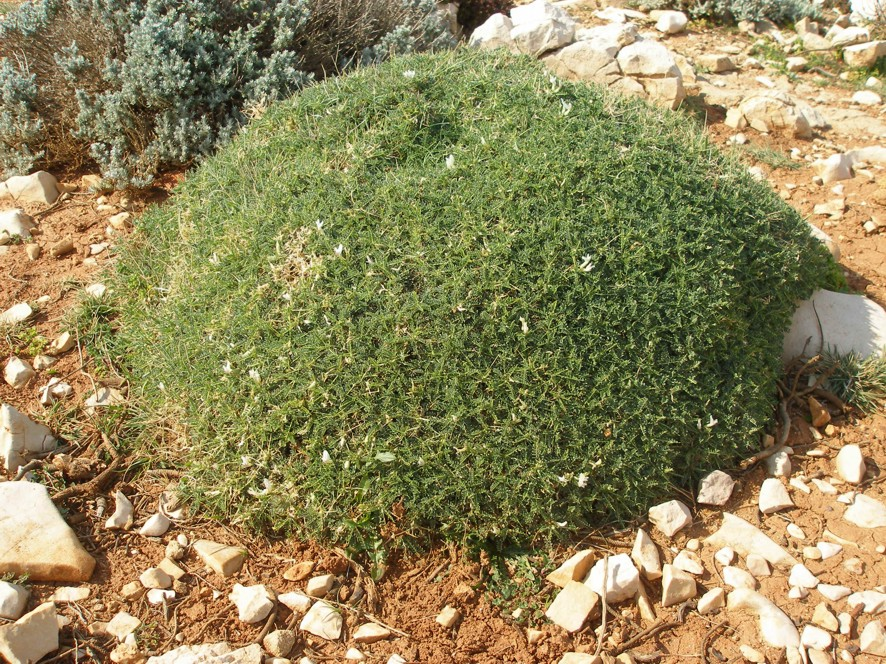
Astragalus terracianoi, (isola Piana, Sardegna)
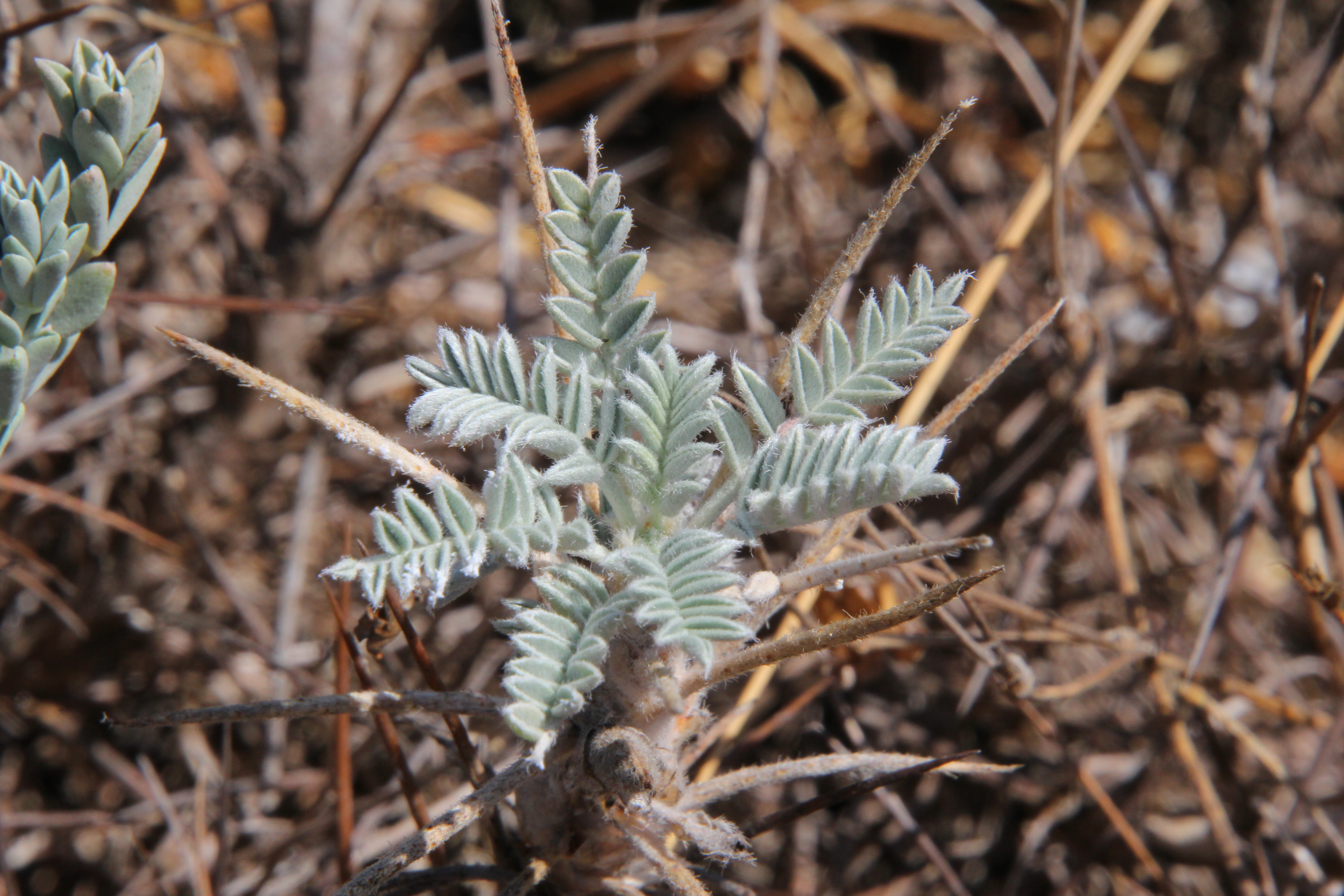
Astragalus massiliensis